# Вулиця Короленка (Житомир)
Вулиця Короле́нка — вулиця в Богунському районі міста Житомира. Назва вулиці на честь російського письменника та публіциста Володимира Короленка.

## Характеристики

### Розташування
Розташована у північно-західній частині міста. Бере початок від майдану Короленка, прямує на північний захід, завершуючись перед мостовим переходом через річку Кам'янку, де зливається з початком Соснової вулиці.
Вулиця Короленка перетинає Руднянський майдан. Має перехрестя з вулицею Чехова. Від вулиці Короленка беруть початок: Набережний провулок, 1-й Колективний провулок, 2-й Колективний провулок, 3-й Колективний провулок, 1-й провулок Короленка, 2-й провулок Короленка, 1-й Руднянський провулок, Середній провулок, 2-й Руднянський провулок, Артільний провулок, 3-й провулок Короленка. Перехрестям з вулицею Короленка завершуються 2-й провулок Чехова та Метеорологічний провулок.
Початок вулиці розташований в центральній частині міста, далі вулиця пролягає крізь місцевості Рудня (до Руднянського майдану) та Нова Рудня (від Руднянського майдану до кінця вулиці).
У трубопроводах вулицю перетинає річка Коденка (біля перехрестя з 2-м провулком Чехова).

### Транспорт
По вулиці курсує маршрутне таксі № 14. Наявні зупинки громадського транспорту. Вулиця вкрита асфальтом, двохсмугова з рухом в обидва напрямки. Наявні хідники.

### Забудова
На початку вулиці переважають багатоквартирні житлові будинки: п'ятиповерхові 1960 — поч. 1970-х рр. та дев'ятиповерховий 1980-х рр. Декілька поодиноких садиб кінця ХІХ — початку ХХ ст. Далі на захід — одно-, двоповерхова житлова забудова (переважно до початку ХХ ст.) з вкрапленнями більш пізньої садибної житлової забудови (середина ХХ ст.) Наявні дві промислові території на початку та в кінці вулиці.

#### Установи
№ 41в — Монастир сестер Бенедиктинок Київсько-Житомирської дієцезії Римсько-католицької церкви.

## Історія
Вулиця являє собою ділянку стародавньої дороги до приміського села Барашівки, що брала початок відгалужуючись зі старої дороги на Вільськ в районі міських «рогаток», на нинішньому майдані Короленка. Показана на мапах XVIII ст.
З XVIII ст. вздовж дороги на Барашівку та заболочених берегів річок Кам'янки та Коденки виникли рудні, за допомогою яких отримували залізо з болотної руди. Невдовзі почали формуватися поселення уздовж шляху на Барашівку — Рудня (до Польського цвинтаря) та пізніше Нова Рудня (на південний захід від Польського цвинтаря).
У 1781 році ділянка нинішньої вулиці Короленка до річки Коденки (район 2-го провулку Чехова), у межах тодішнього міста, відома як Залізна вулиця. Вздовж Залізної вулиці поставали поодинокі садиби та значні за площею земельні ділянки. Далі на захід, за річкою Коденкою, вулиця продовжувалася у вигляді заміської дороги на Барашівку.
У 1799 році на території Нової Рудні заснований римо-католицький цвинтар. Дорога на Барашівку стала шляхом з міста до цвинтаря, тому протягом першої половини ХІХ ст. ділянка нинішньої вулиці Короленка до Польського кладовища отримала назву Кладбищенська вулиця. Більш вживаною стала назва Руднянська вулиця. За межами міста, на території Нової Рудні, на захід від Руднянського майдану, нинішня вулиця Короленка відома як Руднянська дорога.
Станом на середину ХІХ ст. вздовж Руднянської вулиці сформувалися садиби, розташовані на віддалі одна від одної, з великими за площею садами та городами. Між садибами сформувалися проїзди — зародки нинішніх провулків: Набережного, 3-го Колективного, 2-го Руднянського, Артільного, 3-го провулку Короленка.
У період з другої половини ХІХ ст. та на початку ХХ ст. Руднянська вулиця інтенсивно забудовується садибами. Станом на 1913 рік забудова вздовж вулиці була здебільшого сформована.
У 1953 році Руднянській вулиці надано нову назву вулиця Короленка, на честь 100-річчя від дня народження письменника.
Починаючи з 1963 року і до 1970-х років початок вулиці забудований п'ятиповерхівками; історична забудова до вулиці Чехова знесена. На початку 1970-х років від історичної забудови кінця ХІХ ст. звільнено майданчик перед гастрономом «Тетерів».
З 1995 по 2006 роки здійснювалося будівництво римо-католицького монастиря сестер Бенедиктинок. У 2006 році відбулося освячення монастиря.